# Mstowo
Mstowo [pronunciación en polaco: /ˈmstɔvɔ/] es un pueblo ubicado en el distrito administrativo de Gmina Chodecz, dentro del Distrito de Włocławek, Voivodato de Cuyavia y Pomerania, en el norte de Polonia central. Se encuentra aproximadamente a 3 kilómetros al sur de Chodecz, a 30 kilómetros al sur de Włocławek, y a 77 kilómetros al sur de Toruń.